# Maj 2005 w sporcie
Zobacz też: Maj 2005 • Zmarli w maju 2005 • Maj 2005 w Wikinews

## 29 maja 2005
- Formuła 1 – Fernando Alonso wygrał Grand Prix Europy, było to jego 4 zwycięstwo w tym sezonie. Jeszcze na dwa okrążenia przed końcem, w wyścigu prowadził Kimi Räikkönen, ale zdeformowana opona, powodująca wibracje, doprowadziła do oderwania koła w bolidzie Fina. Podobnie jak podczas Grand Prix Monako, drugi na mecie był Nick Heidfeld, a na najniższym stopniu podium stanął Rubens Barrichello. (Zobacz: GP Europy 2005)

## 28 maja 2005
- Formuła 1 – Nick Heidfeld wywalczył pierwsze w swojej karierze pole position do wyścigu o Grand Prix Europy. Z drugiego pola startowego wystartuje zwycięzca ostatnich dwóch wyścigów, Kimi Räikkönen ze stajni McLaren. Trzeci podczas kwalifikacji był kolega z Heidfelda z zespołu Williams, Mark Webber. Aktualny lider klasyfikacji generalnej, Fernando Alonso był piąty, a obrońca tytułu, Michael Schumacher, dziesiąty.

## 25 maja 2005
- Piłka nożna – Drużyna FC Liverpool w bramce z Jerzym Dudkiem wygrała rozgrywki Ligi Mistrzów w meczu z AC Milanem 3:3 (karne 3:2). W pierwszej połowie 3:0 prowadził włoski zespół. Jerzy Dudek po tym meczu stał się trzecim Polakiem zdobywającym Puchar Europy w piłce nożnej.
- Piłka nożna – Odbyły się kolejne Derby Warszawy. Tym razem na stadionie przy Konwiktorskiej wygrali goście. Polonia 0:5 Legia. Bramki strzelili Kiełbowicz (20', 31'), Włodarczyk (51'), Karwan (73') i Saganowski (77').

## 22 maja 2005
- Formuła 1 – Kimi Räikkönen zapewnił sobie start z pierwszej pozycji do Grand Prix Monako. Fin podczas łączonych kwalifikacji okazał się szybszy od lidera klasyfikacji, Fernando Alonso i Marka Webbera. Trwa zła passa obrońcy tytułu, Michaela Schumachera, który w kwalifikacjach był dopiero 8, a wyprzedzanie na torze w Monte Carlo jest wyjątkowo utrudnione.
- Formuła 1 – Kimi Räikkönen wygrał zdecydowanie Grand Prix Monako. Fin nie oddał nawet na chwilę prowadzenia. Na podium stanęli również dwaj kierowcy stajni Williams, Nick Heidfeld i Mark Webber. Lider klasyfikacji generalnej, Fernando Alonso uplasował się na czwarty miejscu, a tuż za nim pojawił się drugi z kierowców stajni McLaren, Juan Pablo Montoya. Kolumbijczyk może zaliczyć ten wyścig do udanych, udało mu się awansować z szesnastej pozycji startowej na piątą w wyścigu. Na punktowanych pozycjach dojechał jeszcze Ralf Schumacher i dwaj kierowcy Ferrari, Michael Schumacher i Rubens Barrichello. W klasyfikacji generalnej Räikkönen awansował na drugą pozycję, wyprzedzając Jarno Trulliego, liderem jest nadal Alonso. Natomiast McLaren wyprzedził Toyotę i ma już tylko 12 punktów straty do lidera, Renault (Zobacz: Rezultat wyścigu).

## 21 maja 2005
- Boks – Tomasz Adamek w hali United Center w Chicago, jako pierwszy Polak w historii wywalczył mistrzostwo świata federacji WBC (World Boxing Council) w kategorii półciężkiej. Po 12 rundach niezwykle zaciętej i widowiskowej walki z Australijczykiem Paulem Briggsem, stosunkiem głosów dwa do remisu (115:113, 117:113, 114:114), sędziowie uznali za zwycięzcę polskiego pięściarza.

## 15 maja 2005
- Piłka nożna – Reprezentacja skoczków narciarskich w piłce nożnej pod wodzą trenera Jerzego Engela wygrała z Reprezentacją polskich artystów w charytatywnym meczu rozegranego na rzecz Fundacji Art Sport 1:0. Bramkę strzelił Słoweniec Robert Kranjec. Mecz trwał 50 minut (2x25min).

## 8 maja 2005
- Formuła 1 – Kimi Räikkönen wywalczył pole position do wyścigu o Grand Prix Hiszpanii. Z pierwszego rzędu będzie startował także Mark Webber z Williamsa. Z drugiego rzędu wystartują Fernando Alonso i Jarno Trulli.
- Formuła 1 – Kimi Räikkönen bezapelacyjnie wygrał Grand Prix Hiszpanii. Fin prowadził od startu do mety, nawet na chwilę nie oddając prowadzenia. Na drugim stopniu podium stanął Fernando Alonso, a na najniższym Jarno Trulli. (Zobacz też: Rezultaty wyścigu)

## 7 maja 2005
- Formuła 1 – Jarno Trulli z zespołu Toyota wywalczył prowizoryczne pole position do wyścigu o Grand Prix Hiszpanii. Ze stratą 0,016 sekundy, na drugim miejscu znalazł się lider klasyfikacji generalnej, Fernando Alonso. Trzeci czas uzyskał Kimi Räikkönen, który do Trulliego stracił 0,024 sekundy.

## 5 maja 2005
- Formuła 1 – Międzynarodowy Sąd Apelacyjny FIA orzekł, iż zespół Lucky Strike B.A.R Honda złamał w Grand Prix San Marino Regulamin Sportowy. Następstwem tego jest wykluczenie stajni z Grand Prix Hiszpanii i Grand Prix Monako. W przypadku ponownego naruszenia regulaminu w ciągu roku, stajnia zostanie wykluczona z mistrzostw na okres 6 miesięcy.

## 2 maja 2005
- Snooker – Mistrzostwa świata w snookerze – Shaun Murphy pokonał w finale Matthew Stevensa 18:16 i został drugim Mistrzem Świata w historii, który brał udział w kwalifikacjach do turnieju

## 1 maja 2005
- World Series by Renault – Robert Kubica w swoim debiutanckim wyścigu stanął na najniższym stopniu podium zajmując trzecią pozycję. Pierwszy wyścig wygrał Włoch, Enrico Toccacelo. W drugim wyścigu to Polak okazał się najlepszy i on stanął na najwyższym stopniu podium. Kubica jest obecnie liderem klasyfikacji kierowców z dorobkiem 27 punktów.
- Motocyklowe Mistrzostwa Świata – Valentiono Rossi odniósł kolejne zwycięstwo w sezonie podczas Grand Prix Chin w klasie MotoGP. Niespodzianką był jadący z dziką kartą Olivier Jacques, który po raz pierwszy w swojej karierze stanął na podium (zajął drugą pozycję). Trzeci na mecie był Marko Melandri.